# 우제돔 (메클렌부르크포어포메른주)

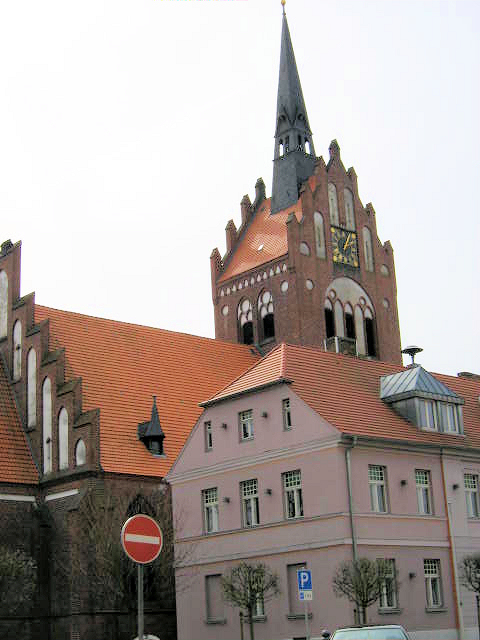

우제돔(독일어: Usedom)은 독일 메클렌부르크포어포메른주의 도시로, 우제돔섬에 위치한다.